# Ready or Not (jogo eletrônico)
Ready or Not é um jogo eletrônico de tiro em primeira pessoa tático desenvolvido pela VOID Interactive. Foi lançado em 13 de dezembro de 2023.

## Jogabilidade
O jogo é centrado em uma equipe de agentes da SWAT na fictícia cidade americana de Los Suenos. O realismo é um pilar central da experiência, com jogadores e suspeitos sendo mortos em apenas alguns tiros. Uma variedade de armas menos letais, como granadas de efeito moral, tasers e spray de pimenta, estão disponíveis, além de armas de fogo, e os jogadores recebem mais pontos por prender suspeitos do que matá-los.

### Modos
Cinco modos são jogáveis: confrontar suspeitos barricados, conduzir um ataque, parar um atirador ativo, desarmar bombas após uma ameaça de bomba e resgatar reféns. Cada modo tem regras diferentes de engajamento com penalidades atribuídas por violá-las. As missões podem ser jogadas por um jogador com colegas de equipe de IA ou cooperativamente com até quatro outros jogadores por meio do multijogador online. Um modo competitivo de jogador contra jogador está planejado para o lançamento completo.

## Desenvolvimento
O desenvolvimento começou em junho de 2016 e um trailer de revelação foi lançado em 3 de maio de 2017 no YouTube. Uma versão alfa do jogo foi disponibilizada em 19 de agosto de 2019 para os proprietários da Supporter Edition sob um acordo de confidencialidade. YouTubers selecionados foram convidados para um teste PVP em abril de 2020 e foram autorizados a publicar imagens. Uma parceria com a Team17 para publicar o jogo sob seu selo foi anunciada em 22 de março de 2021. O jogo foi lançado no Steam em acesso antecipado em 17 de dezembro de 2021.

### Perda de publicadora
Em 20 de dezembro de 2021, a VOID anunciou que sua parceria com a Team17 havia terminado e que não publicariam mais o jogo. A especulação sugeriu que isso se deve aos desenvolvedores terem prometido a inclusão de um nível de tiroteio escolar no Reddit, embora isso tenha sido negado pelo VOID.

## Recepção
Ready or Not foi o jogo mais vendido no Steam na semana após seu lançamento e foi celebrado como um sucessor espiritual da série Police Quest: SWAT e dos primeiros jogos da franquia Rainbow Six.
Em uma revisão inicial para Kotaku, Ethan Gach chamou Ready or Not de um “jogo de terror tático” e “uma fantasia de SWAT perturbadora”, elogiando sua atmosfera, mas também criticando-a como de mau gosto devido à insensibilidade em relação à brutalidade policial americana e mudanças de tom chocantes entre humor bruto e drama sombrio. Gach também destacou desfavoravelmente aparentes referências a memes de alt-right, como Redpill, o uso de “Jogger” como um eufemismo racista (em referência a Ahmaud Arbery). Mais tarde, os desenvolvedores responderam à crítica, negando qualquer conexão com o extremismo e alegando que os supostos apitos de cachorro eram coincidência, além de afirmar que removeriam as imagens em questão.